# Российская песня
Российская песня — жанр русской камерной вокальной музыки, распространённый во второй половине XVIII и в начале XIX веков, вид городской бытовой лирики. Авторами музыки российских песен были по большей части музыканты-любители. Тексты российских песен обнаруживают значительное влияние эстетики сентиментализма. Российская песня — важнейший предшественник русского романса.

## Краткая характеристика
Первая известная публикация российских песен — сборник «Между делом безделье, или Собрание разных песен с приложенными тонами на 3 голоса», изданный в 1759 в Петербурге сенатором и любителем музыки Г.Н. Тепловым. Авторы музыки в сборнике Теплова не указаны; предполагается, что их автором был сам Теплов. Среди 17 песен сборника «Тщетно я скрываю сердца скорби люты», «Сокрылись те часы», «В какой мне вредный день», «Уж прошел мой век драгой». Популярностью пользовался также сборник «Собрание наилучших российских песен», изданный в 1781 в Петербурге Фридрихом Мейером (5 тетрадей, по 6 песен в каждой тетради). 
Музыку российских песен писали преимущественно просвещённые меломаны, ориентировавшиеся на стилевые прототипы камерной и оперной музыки современных им итальянских и французских композиторов. Авторы стихов, напротив, — хорошо известные в то время литераторы и общественные деятели. Среди них В.В. Капнист, А.Ф. Мерзляков, Ю.А. Нелединский-Мелецкий, А.П. Сумароков. Наиболее известный пример российской песни — «Стонет сизый голубочек» (музыка Ф.М. Дубянского, слова И.И. Дмитриева), которая была написана в 1790-е гг. и многократно переиздавалась (в том числе, в обработках для различных инструментов) в первой половине XIX века. Среди других российских песен Дубянского — «Уже со тьмою нощи» (опирается на жанр итальянской сицилианы), «Тобой всечасно мысль питая», «Бывало, я с прекрасной». Около 30 российских песен написал О.А. Козловский («Милая вечор сидела», «Лети к моей любезной», «Прежестокая судьбина», «Полно льститься мне слезами»). Современное издание российских песен — в серии «Памятники русского музыкального искусства» (Вып. 1. М., 1972).

## Рецепция
А.С. Пушкин упоминает две российские песни в 14-й строфе «Домика в Коломне»:
Играть умела также на гитаре
И пела: Стонет сизый голубок,
И Выду ль я, и то, что уж постаре,
Всё, что у печки в зимний вечерок
Иль скучной осенью при самоваре,
Или весною, обходя лесок,
Поет уныло русская девица,
Как музы наши, грустная певица.

Текст песни «Стонет сизый голубочек» использовал в музыке к фильму «Поручик Киже» С.С. Прокофьев (написал на этот текст собственную мелодию в стилистике российской песни).